# Rathita-IV
La rathita-IV és un mineral de la classe dels sulfurs.

## Característiques
La rathita-IV és una sulfosal de fórmula química PbAs₂S₄. Els paràmetres de la cèl·lula unitat són propers als de l'argentoliveingita, que és triclínica-pseudomonoclínica, en canvi la ratita-IV cristal·litza en el sistema monoclínic. A partir del 2021 el seu símbol és «Rat-IV», que s'empra per a taules i diagrames.
Segons la classificació de Nickel-Strunz pertany a «02.HC: Sulfosals de l'arquetip SnS, amb només Pb» juntament amb els següents minerals: argentobaumhauerita, baumhauerita, chabourneïta, dufrenoysita, guettardita, liveingita, parapierrotita, pierrotita, rathita, sartorita, twinnita, veenita, marumoïta, dalnegroïta, fülöppita, heteromorfita, plagionita, rayita, semseyita, boulangerita, falkmanita, plumosita, robinsonita, moëloïta, dadsonita, owyheeïta, zoubekita i parasterryita.